# 에티오피아큰귀박쥐
에티오피아큰귀박쥐(Plecotus balensis)는 애기박쥐과에 속하는 박쥐의 일종이다. 에리트레아와 에티오피아에서 발견된다. 아열대 또는 열대 습윤 산지 숲과 아열대 또는 열대 고지 관목 지대에서 서식한다. 서식지 감소로 멸종 위협을 받고 있다.